# ジャマールッディーン
ジャマールッディーン（アラビア語・ペルシア語：جمال الدين Jamāl al-Dīn, ? - 1301年）は、モンゴル帝国時代のイラン出身の天文学者。『元史』漢字表記は札馬剌丁。モンゴル皇帝モンケ、クビライに仕え、元の首都大都（現在の北京）にイスラム天文学の様式による天文台・回回司天台を建設した。
東アジアに来る以前のことは不詳であるが、『集史』などのペルシア語史料にモンゴル帝国のフレグに仕え、のちにモンケに招請されてカラコルムに赴いた天文学者ジャマールッディーン・ムハンマドの名が見え、同一人物とみられる。
中国の史料によれば、ジャマールッディーンはモンケの弟クビライが即位以前の王子だった時代に招かれて中国に至り、ともに招請された他の天文学者と協力して天体観測にあたった。クビライ即位後の1267年に観測結果を『万年暦』にまとめて西アジア式の天文観測器具とともに献上し、1271年には大都に建設された回回天文台の長官（提点）に任命された。回回は元代の用語でムスリム（イスラム教徒）のことで、伝統的な中国式の天文台である司天監とは別に設置されたためにこのように呼ばれる。彼らが持ち込んだ西アジアの優れた天文学は中国式の天文学にも影響を与え、元を倒した明も回回天文台を継承している。また、1280年に郭守敬が編纂し、明末にヨーロッパから新しい天文観測法が伝えられるまで用いられた授時暦はジャマールッディーンによる回回司天台の観測結果をもとにすると言われている。
1273年には司天監の上級官庁である秘書監の長官（知秘書監事）を兼任し、西アジア式の天文観測のみならず全ての天文、暦、図書の官吏などを兼ねる重職に就任するなど、西域（西アジア）の進んだ科学技術（アラビア科学）に通じた学者官僚として重用された。ジャマールッディーンら西アジア出身者（色目人）の学者が勤めた元朝の秘書監には、中国伝来の陰陽・科学の書だけではなく、西アジア経由のギリシャ・イスラム科学や数学の書がもたらされたことが知られている。
没年は不詳であるが、1301年に別の西域出身者が回回天文台の長官に任命されたことが記録に残っているので、この頃に没したとするのが通説である。